# نيمانيا تشوفيتش
نيمانيا تشوفيتش (بالصربية: Немања Човић)‏ هو لاعب كرة قدم صربي في مركز الهجوم، ولد في 18 يونيو 1991 في نوفي ساد في صربيا. شارك مع منتخب صربيا تحت 19 سنة لكرة القدم ومنتخب صربيا تحت 21 سنة لكرة القدم. أما مع النوادي، فقد لعب مع سبارتاك سوبتيتسا وشاختيور سوليجورسك ونادي بارما ونادي بروليتر نوفي ساد ونادي فويفودينا ونادي لاميا ونادي مينسك.

## وصلات خارجية
- نيمانيا تشوفيتش على موقع الاتحاد الأوربي (الإنجليزية)
- نيمانيا تشوفيتش على موقع قاعدة بيانات كرة القدم.إي يو (الإنجليزية)
- نيمانيا تشوفيتش على موقع ناشيونال فوتبول تيمز (الإنجليزية)
- نيمانيا تشوفيتش على موقع Soccerway.com (الإنجليزية)